# Arlene Davis
Alma Arlene Davis (vers 1910 - 1964) est une aviatrice américaine. Elle est le premier pilote privé à recevoir une qualification aux instruments et le premier à piloter un avion privé à travers les océans Atlantique Nord et Sud en un seul voyage.